# Sán dìu
I Sán dìu sono un gruppo etnico del Vietnam la cui popolazione è stimata in circa 350.000 individui (1999). Si crede siano migrati nel nord del Vietnam dalla provincia cinese di Guangdong intorno al 1600.
I Sán dìu sono presenti essenzialmente negli altopiani a nord del Vietnam, mentre a sud sono presenti solo nella provincia di Dak Lak. I nomi alternativi per i Sán dìu sono: Kim Mien, Yu Mien, Mien, Mán, Yao, Myen, Highland Yao, Dao Do, Red Dao, Dìu, Yao Kimmien, Yao Ogang, Dao Thanh Phan. L'etnia Sán dìu del Vietnam è strettamente correlata agli Yao. La religione predominante è il taoismo, con alcuni elementi dell'animismo e del culto degli antenati; una parte di essi è evangelica protestante..

## Lingua
I Sán dìu parlano la lingua Iu Mien, una versione arcaica del 
cantonese del ceppo Nhóm Hán (ceppo della lingua cinese).